# André van Hasselt

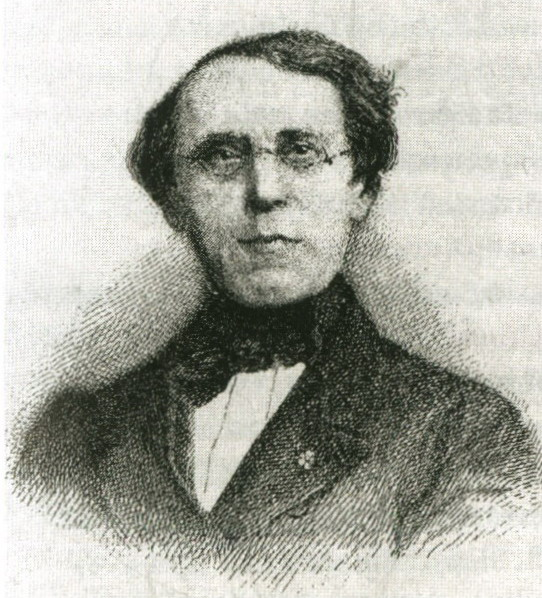
André van Hasselt.

André Henri Constant van Hasselt, född den 5 januari 1806 i Maastricht, död den 1 december 1874 i Bryssel, var en belgisk författare. 
van Hasselt blev 1832 konservator i Bryssels kungliga bibliotek, 1837 ledamot av belgiska akademien och 1843 inspektor för primärundervisningen och normalskolorna. Han författade Essai sur l'histoire de la poésie française en Belgique (1838, prisbelönt), Histoire de P. P. Rubens (1840), Les belges aux croisades (2 band, 1846), Splendeurs de l'art en Belgique (1848, med Moke och Fétis), Histoire des belges (2 band, 1849–51), Poésies (1852), Nouvelles poésies (1857), Quatre incarnations du Christ (1867; 2:a upplagan 1873) och utgav en mängd antologier, översättningar och dylikt till folkbildningens främjande. van Hasselts Œuvres utkom i 10 band 1876–77. Han minnestecknades av Louis Alvin (1877).